# 1231
Évszázadok: 12. század – 13. század – 14. század
Évtizedek: 1180-as évek – 1190-es évek – 1200-as évek – 1210-es évek – 1220-as évek – 1230-as évek – 1240-es évek – 1250-es évek – 1260-as évek – 1270-es évek – 1280-as évek
Évek: 1226 – 1227 – 1228 – 1229 –  1230 – 1231 – 1232 – 1233 – 1234 – 1235 – 1236

## Események

### Határozatlan dátumú események
- január – IX. Gergely pápa egyházi intézményé teszi a pápai inkvizíciót.[1]
- az év folyamán – II. András király megújítja az Aranybullát,[2] melyből kimaradnak az egyház elleni intézkedések és tovább növeli az egyház szerepét a közhivatalok gyakorlásában.

## Halálozások
- június 13. – Páduai Szent Antal (* 1195)[3]
- november 3. – III. Ulászló lengyel fejedelem (* 1161?)
- november 17. – Árpád-házi Szent Erzsébet (* 1207)
- Abd-el-latif arab orvos és utazó (* 1162)[4]